# José Abelardo Quiñones

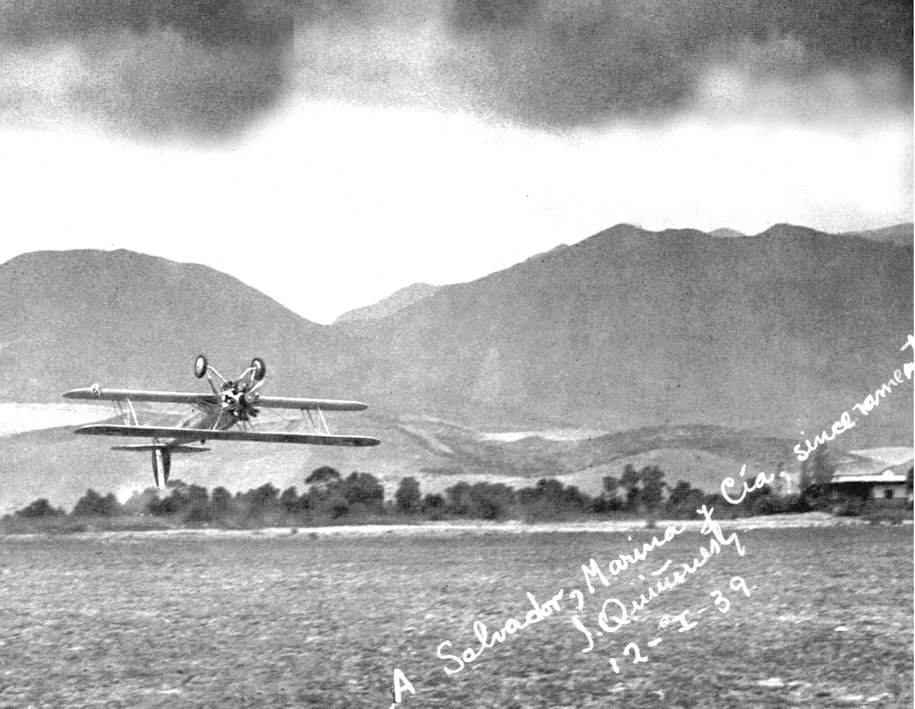
Fotografía del vuelo invertido de José Quiñones, 21 de enero de 1939.

José Abelardo Quiñones Gonzales (Pimentel, 22 de abril de 1914-Quebrada Seca, 23 de julio de 1941) fue un aviador de guerra peruano y teniente de la Fuerza Aérea del Perú. Declarado héroe nacional del Perú por la Ley n.º 16126, del 10 de mayo de 1966, a causa de su inmolación en una misión aérea contra las baterías ecuatorianas durante la guerra de 1941. Asimismo, cada 23 de julio (día de su inmolación), se conmemora el Día de la Fuerza Aérea del Perú. También como homenaje, su imagen aparecía en el billete de diez soles.

## Biografía

### Primeros años

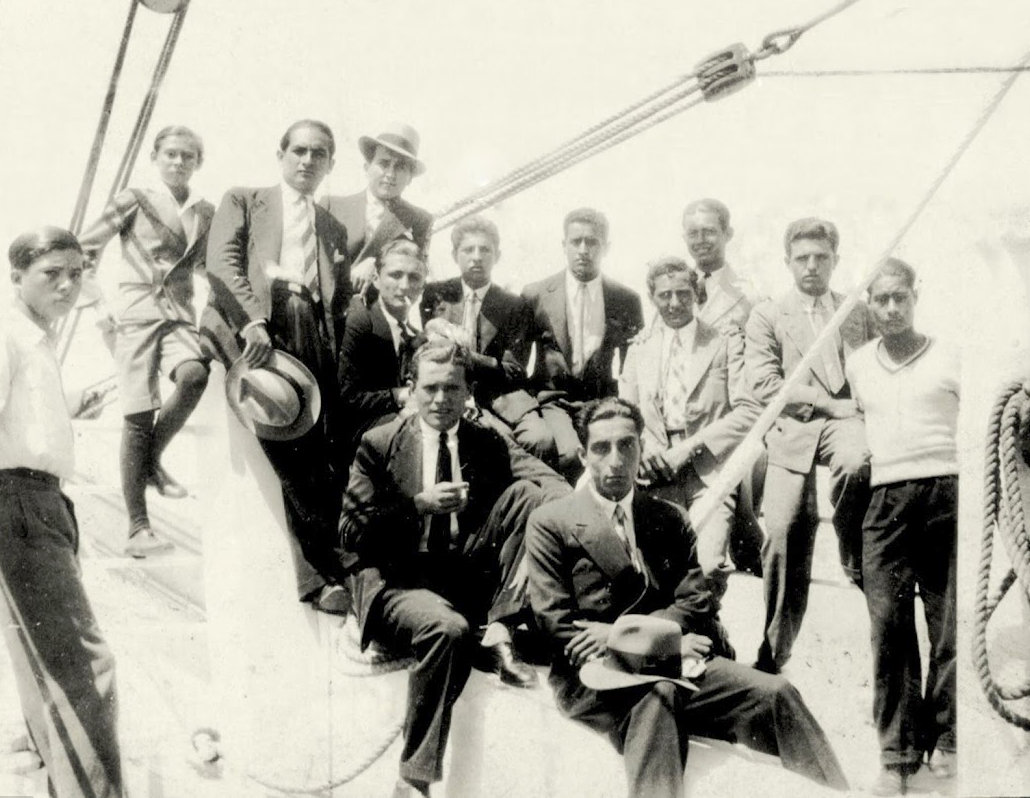
Familia Quiñones

José Abelardo Quiñones Gonzales nació en el distrito de Pimentel. Sus padres fueron José María Quiñones Arízola y María Juana Rosa Gonzales Orrego. Fue el tercero de tres hermanos (José Salvador Quiñones, Raúl Augusto Quiñones y José Abelardo Quiñones). Aprendió sus primeras letras en la escuela de educación inicial que administraban las hermanas Bulnes.
Continuó sus estudios primarios en el Colegio Nacional San José de Chiclayo. En este colegio su director, Karl Weiss, impulsó la actividad del ensamblaje y vuelo en planeador a la cual Quiñones se aficionó junto con otros compañeros.
En 1928, por decisión de sus padres, se trasladó a Lima e inició su instrucción secundaria en el Colegio Sagrados Corazones Recoleta, hasta el segundo año. Los años restantes los terminó en el Colegio Nacional Nuestra Señora de Guadalupe.

### Carrera militar
Luego de vencer la oposición de sus padres, en 1935, ingresó como cadete a la Escuela Central de Aviación Jorge Chávez e integró la promoción Comandante CAP José Lucas Raguz Verán. En la escuela de oficiales, se destacó por su facilidad para adaptarse a las diferentes técnicas del pilotaje y aviación. Cuatro años después de haber ingresado, se recibió como alférez, el 21 de enero de 1939, como el primero de su promoción en la especialidad de piloto de caza. En mérito a ello recibió el Ala de Oro del entonces Cuerpo Aeronáutico del Perú. Fue precisamente en la exhibición aérea que dio en el día de su graduación cuando asombró a los presentes con su temerario vuelo invertido casi a un metro del suelo.
Como oficial de aviación fue asignado al Escuadrón n.º 4 de Hidroaviones de Ancón. Transcurridos cuatro meses, fue trasladado a la base aérea de Las Palmas y de allí al 21.er Escuadrón de Caza del Primer Grupo Aéreo, ubicado en la ciudad de lima.
Quiñones formó parte de la 41.ª Escuadrilla de aviones North American NA-50 e integró la primera Escuadrilla de Alta Acrobacia. Al crearse la unidad de paracaidistas y después de realizar entrenamientos intensos, efectuó saltos desde los cielos de Chiclayo.

## La hazaña en la guerra peruano-ecuatoriana

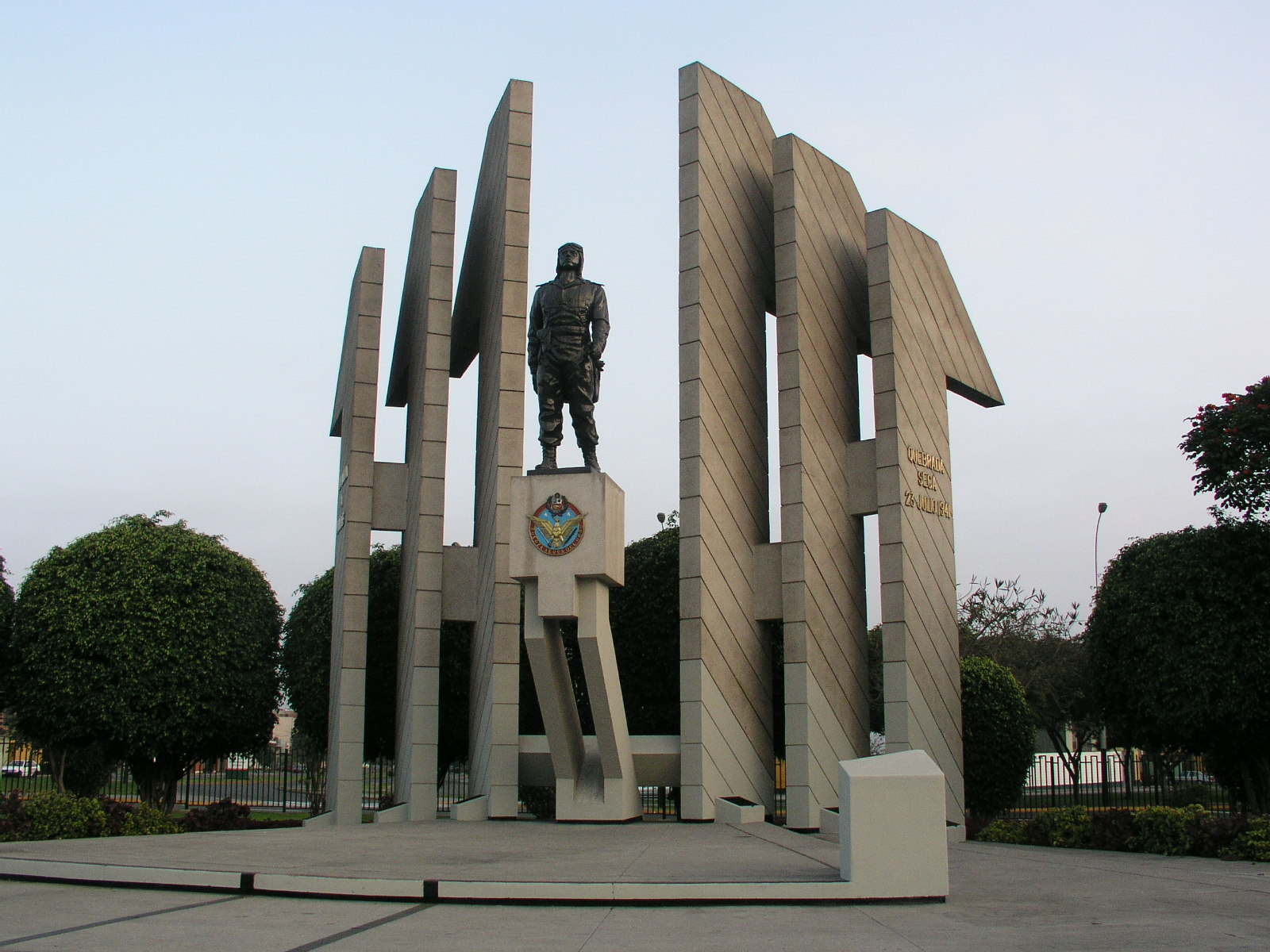
Monumento a Quiñones en el distrito de San Isidro

Al iniciar la invasión a Ecuador de 1941, el teniente Quiñones fue destacado al teatro de operaciones, integrando el XXI Escuadrón de Caza del Agrupamiento Aéreo del Norte. Los pilotos asignados a este agrupamiento cumplían diversas funciones, entre ellas fotografiar el terreno de los hechos y ubicar las posiciones del enemigo. Las divisiones peruanas, apoyadas por su fuerza aérea, derrotaron a las tropas ecuatorianas a lo largo de la frontera de Zarumilla, pero aún quedaban dos puntos fuertes que destruir, los de Rancho Chico y Quebrada Seca, donde los ecuatorianos habían concentrado escasa artillería antiaérea y colocado «nidos» de ametralladoras.
Con la misión de silenciar las baterías ecuatorianas para abrir paso a las tropas peruanas, el 23 de julio de 1941, la 41.ª Escuadrilla (integrante del XXI Escuadrón de Caza) despegó de Tumbes, al mando del teniente comandante CAP Antonio Alberti e integrada por los tenientes CAP Fernando Paraud y José Quiñones y el alférez CAP Manuel Rivera, a bordo de sus aviones de caza North American NA-50. Quiñones había bautizado a su apreciado avión con el nombre de Torito.
Pocos minutos después de la partida ya estaban sobre el objetivo e iniciaron el bombardeo del puesto ecuatoriano de Quebrada Seca. Cuando el aparato pilotado por el teniente Quiñones efectuó por segunda vez el descenso para lanzar sus bombas, fue alcanzado por el fuego antiaéreo ecuatoriano. En vez de saltar del avión y utilizar su paracaídas, en cuyo uso era diestro, Quiñones enrumbó su avión hacia el blanco ecuatoriano, estrellándose, destruyendo las baterías enemigas y muriendo en el acto.
El 19 de octubre de 1941 (3 meses después de su deceso), el coronel del Ejército de Ecuador Octavio A. Ochoa, jefe de la IV Zona Militar, entregó a nombre de las Fuerzas Armadas Ecuatorianas los restos mortales del héroe peruano, pronunciando las siguientes palabras:

Entrego a la Fuerza Aérea del Perú los restos de quien supo honrar a su patria, a su pueblo y a su fuerza armada. Mi pueblo [ecuatoriano] rinde homenaje al pueblo peruano, dignamente encarnado en la figura heroica de José Abelardo Quiñones Gonzales.
Octavio A. Ochoa

Sus restos mortales reposan en los jardines de la base aérea Las Palmas en Lima, cerca del también célebre aviador Jorge Chávez.

## Homenajes

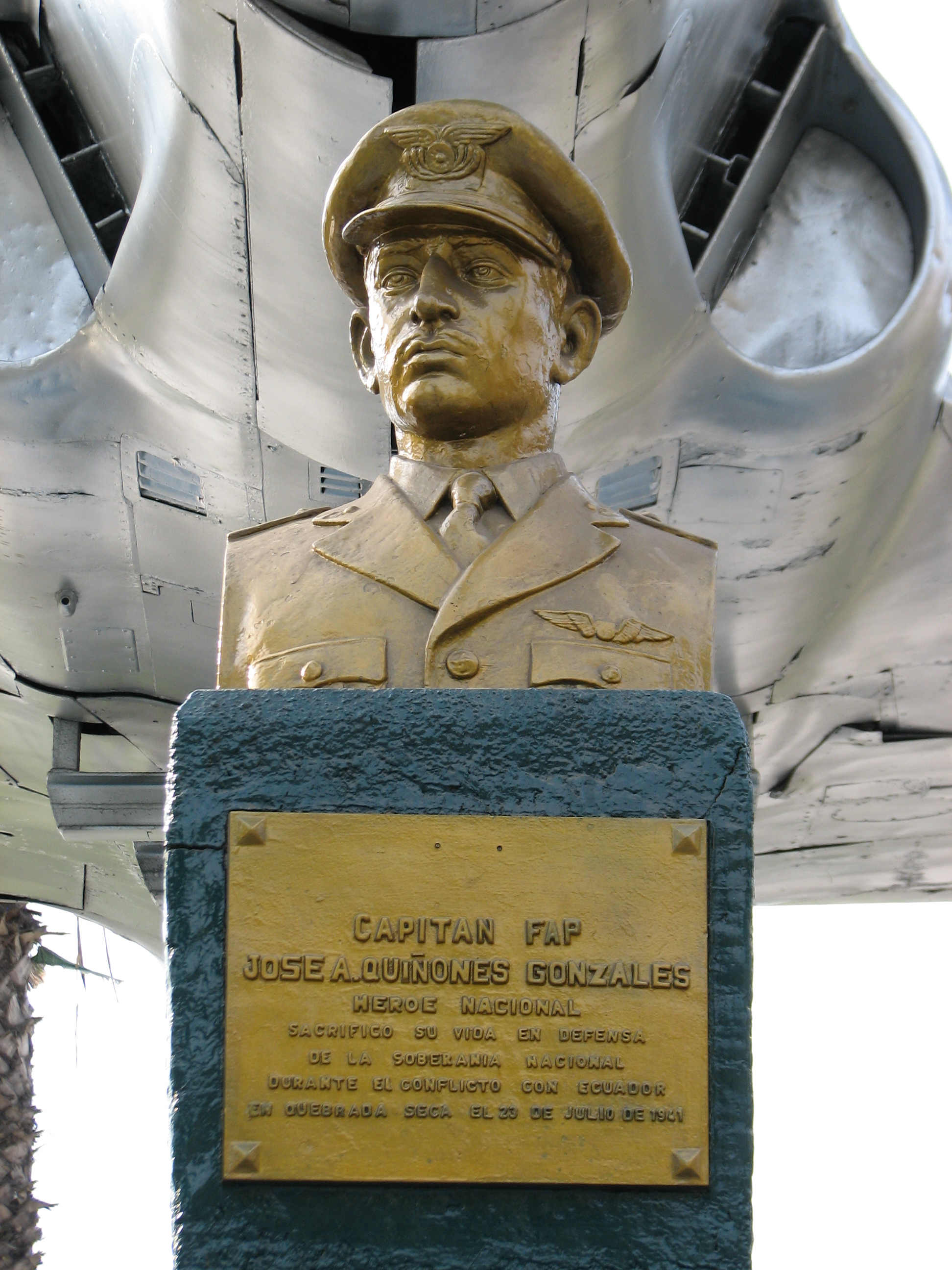
Busto de Quiñones en el Parque del Avión, Rímac

Quiñones fue ascendido póstumamente a capitán de la Fuerza Aérea del Perú y declarado héroe nacional del Perú por la Ley n.º 16126, del 10 de mayo de 1966.
En julio de 1991, con motivo del 50.º aniversario de su muerte y reconociendo nuevamente su heroísmo, el Banco Central de Reserva del Perú, decidió que la imagen de Quiñones aparezca en los billetes de 10 nuevos soles. En el diseño original de este billete, en la parte posterior aparecía una representación del vuelo invertido que hizo el héroe en el día de su graduación en la escuela de aviadores (en el segundo diseño, aparece la imagen de Machu Picchu, Cusco).
Asimismo, cada 23 de julio (día de su inmolación), se conmemora el Día de la Fuerza Aérea del Perú.
El Congreso de la República del Perú le otorgó a título póstumo el grado de gran general del Aire del Perú a través de la Ley n.º 29160, del 18 de diciembre de 2007.
El 15 de abril de 2014, el Congreso aprobó dar al espacio aéreo peruano el nombre de «cielo de Quiñones», en homenaje a los 100 años del nacimiento del héroe.
En conmemoración del aniversario número 100 de su nacimiento, el Banco Central de Reserva del Perú autoriza la emisión de 5000 piezas de plata de una nueva moneda de colección con la imagen del capitán de la Fuerza Aérea del Perú (FAP) y gran general del Aire, José Abelardo Quiñones, de valor nominal de 1 nuevo sol, a un costo de 10 nuevos soles.